# San José (Almirante Brown)
Pour les articles homonymes, voir San José.
San José est une ville dans la province de Buenos Aires, en Argentine. Elle se situe dans le partido d'Almirante Brown.

## Géographie
San José est une banlieue de l'agglomération du Grand Buenos Aires qui se trouve à 17 km du centre-ville. Le territoire de San José forme un rectangle presque parfait ayant pour limites la rue Juan de Garay au nord (marquant la frontière avec le partido de Lomas de Zamora), l'avenue Donato Álvarez à l'est (formant la frontière avec le partido de Quilmes), la rue Jorge au sud, et la rue San Juan à l'ouest. Aucun fleuve ne traverse San José. On trouve un quartier homonyme du partido de Lomas de Zamora limitrophe de la ville de San José.

### Transports
La ville est reliée à Buenos Aires par l'avenue Diego Álvarez. La route provinciale 49 passe à proximité de son territoire. San José disposait jusqu'en 1977 d'une gare ferroviaire appartenant à la ligne Ferrocarril Provincial de Buenos Aires (ligne Avellaneda-La Plata).

## Toponymie
Le toponyme San José fait référence à l'estancia San José, dont le propriétaire Guillermo Kraft possédait les terres qui prirent le nom de son estancia. Il est à noter que le Barrio San José tire son nom de la même exploitation.

## Histoire
Anciennes terres appartenant aux franciscains, San José était peu développée avant le XIXe siècle, siècle durant lequel des exploitations agricoles commençaient à apparaître. En 1912, Guillermo Kraft acheta les terrains correspondant aujourd'hui à Barrio San José et la localité de San José. Il y établit une estancia homonyme. À sa mort, en 1948, ses proches vendirent les terrains pour former une nouvelle localité, basée sur un plan établi la même année. Le 12 décembre 1948 a été désigné comme la date de fondation de San José car c'est ce jour-ci que le commissaire-priseur Juan Borracchia vendit les premiers lots aux enchères. La localité grandit fortement grâce à la périurbanisation, et à sa liaison ferroviaire avec Avellaneda (fermée depuis 1977).

## Population et société
La ville comptait 44 961 habitants en 2001. Elle a donc droit à une délégation municipale, représentée par Humberto Morelli.

## Patrimoine culturel et touristique
- Église Nuestra Señora de Caacupé (Notre-Dame de Caacupé)